# Toxoneuron undulatum
Toxoneuron undulatum är en stekelart som beskrevs av Maritza Mercado 2003. Toxoneuron undulatum ingår i släktet Toxoneuron och familjen bracksteklar. Inga underarter finns listade i Catalogue of Life.